# 生地町
生地町（いくじまち）は、かつて富山県下新川郡に属していた町。
古くからの漁村であり、各地で清水が湧き出ていた。北星ゴム工業などの工場があった。

## 歴史
- 1889年（明治22年）4月1日 - 町村制の施行により、下新川郡生地村、山生地新村、経生地新村、芦崎村、大野新村、四ッ屋新村、二ッ屋新村、吉田新村及び吉田村の区域の一部をもって、下新川郡生地町が発足する。
- 1934年（昭和9年）7月 - 黒部川から出水。7日間にわたり濁流に洗われる被害。
- 1935年（昭和10年）3月15日 - 午後11時頃に町中心部にあったイワシの加工場から出火。前年の黒部川出水の被災箇所を含む上町、四十物町など190戸の住家、181棟の非住家、倉庫が延焼する大火となった。その後、隣の村椿村にも飛び火した[3]。
- 1954年（昭和29年）4月1日 - 下新川郡桜井町及び生地町が合併して、黒部市が発足する。

## 歴代町長
出典→
1. 田村文平（1889年5月31日 - 1893年5月30日）
2. 能登忠（1893年6月3日 - 1906年9月27日）
3. 泉田伊平（1906年10月10日 - 1910年4月16日）
4. 能登忠（1910年6月3日 - 1911年4月5日）
5. 角谷与三郎（1911年5月22日 - 1916年4月1日）
6. 田村椎昌（1916年4月27日 - 1926年7月30日）
7. 漆間唯一（1926年9月5日 - 1937年3月20日）
8. 矢浪淑次郎（1937年8月14日 - 1939年3月29日）
9. 田村力次郎（1939年3月30日 - 1946年11月28日）
10. 板倉露松（1947年4月8日 - 1954年3月31日）

## 教育

### 小学校
- 黒部市立生地小学校

## 娯楽
1960年（昭和35年）の生地町には以下の映画館が存在した。
- 生地劇場 - 映画館（〜1960年代）
- 生地中央劇場 - 映画館（〜1960年代）

## 名所・旧跡・観光スポット
- 生地漁港
- 生地中橋
- 生地第一温泉
- 生地鼻灯台
- 魚の駅生地

## 著名な出身者
- 漆間民夫